# Mohd Irfan
Muhammad Irfan bin Shamsuddi, detto Mohd (Negeri Sembilan, 16 agosto 1995), è un discobolo malaysiano.

## Biografia
Attivo dal 2012 nel lancio del disco, Irfan debutta tra i seniores ottenendo la medaglia d'oro ai Giochi del Sud-est asiatico in Myanmar, prima di una serie lunga 4 ori consecutivi. Oltre ai successi regionali, ha conquistato nel 2017 in India ai Campionati asiatici una medaglia d'argento alle spalle del discobolo iraniano Ehsan Hadadi. A livello mondiale ha preso parte a tre edizioni consecutive delle Universiadi.

## Record nazionali
- Lancio del disco: 62,55 m ( Linz, 25 maggio 2017)

## Palmarès
| Anno | Manifestazione              | Sede         | Evento           | Risultato | Prestazione | Note                                     |
| ---- | --------------------------- | ------------ | ---------------- | --------- | ----------- | ---------------------------------------- |
| 2012 | Campionati SEA U20          | Singapore    | Lancio del disco | Oro       | 51,95 m     |                                          |
| 2013 | Giochi del Sud-est asiatico | Naypyidaw    | Lancio del disco | Oro       | 53,16 m     |                                          |
| 2014 | Campionati asiatici U20     | Taipei       | Lancio del disco | Bronzo    | 56,07 m     |                                          |
| 2014 | Mondiali U20                | Eugene       | Lancio del disco | 14º (q)   | 57,74 m     |                                          |
| 2014 | Giochi asiatici             | Incheon      | Lancio del disco | 12º       | 53,86 m     |                                          |
| 2015 | Campionati asiatici         | Wuhan        | Lancio del disco | 9º        | 54,27 m     |                                          |
| 2015 | Giochi del Sud-est asiatico | Singapore    | Salto in lungo   | Oro       | 56,62 m     |                                          |
| 2015 | Universiadi                 | Gwangju      | Lancio del disco | 12º       | 53,79 m     |                                          |
| 2017 | Campionati asiatici         | Bhubaneswar  | Lancio del disco | Argento   | 60,96 m     |                                          |
| 2017 | Giochi del Sud-est asiatico | Kuala Lumpur | Lancio del disco | Oro       | 58,36 m     |                                          |
| 2017 | Universiadi                 | Taipei       | Lancio del disco | 12º       | 53,48 m     |                                          |
| 2018 | Giochi dell Commonwealth    | Gold Coast   | Lancio del disco | nm (q)    | nm (q)      |                                          |
| 2018 | Giochi asiatici             | Giacarta     | Lancio del disco | 5º        | 57,70 m     |                                          |
| 2019 | Campionati asiatici         | Doha         | Lancio del disco | 9º        | 55,18 m     | Miglior prestazione personale stagionale |
| 2019 | Universiadi                 | Napoli       | Lancio del disco | 14º (q)   | 54,28 m     |                                          |
| 2019 | Giochi del Sud-est asiatico | Manila       | Lancio del disco | Oro       | 57,29 m     |                                          |
| 2022 | Giochi dell Commonwealth    | Birmingham   | Lancio del disco | 9º        | 59,53 m     |                                          |
| 2023 | Campionati asiatici         | Bangkok      | Lancio del disco | Bronzo    | 59,63 m     |                                          |
| 2023 | Giochi asiatici             | Hangzhou     | Lancio del disco | 6º        | 58,94 m     |                                          |